# Ryegate
Ryegate är en kommun (town) i Caledonia County i delstaten Vermont i USA. Vid folkräkningen år 2000 bodde 1 150 personer på orten. Den har enligt United States Census Bureau en area på totalt 95,3 km², varav 0,6 km² är vatten.  